# Aphrodite von Knidos

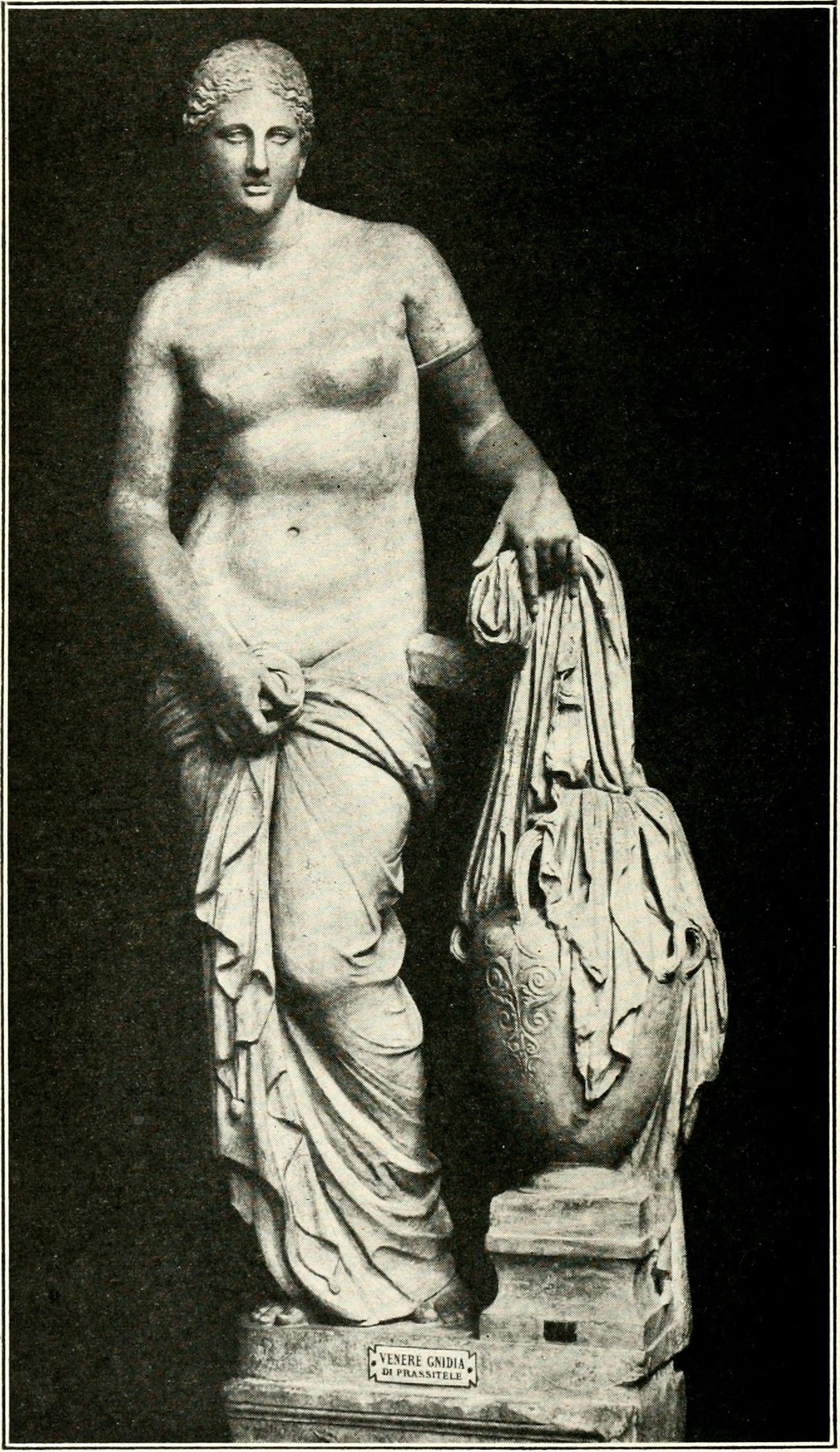
Venus Colonna, Museo Pio-Clementino der Vatikanischen Museen

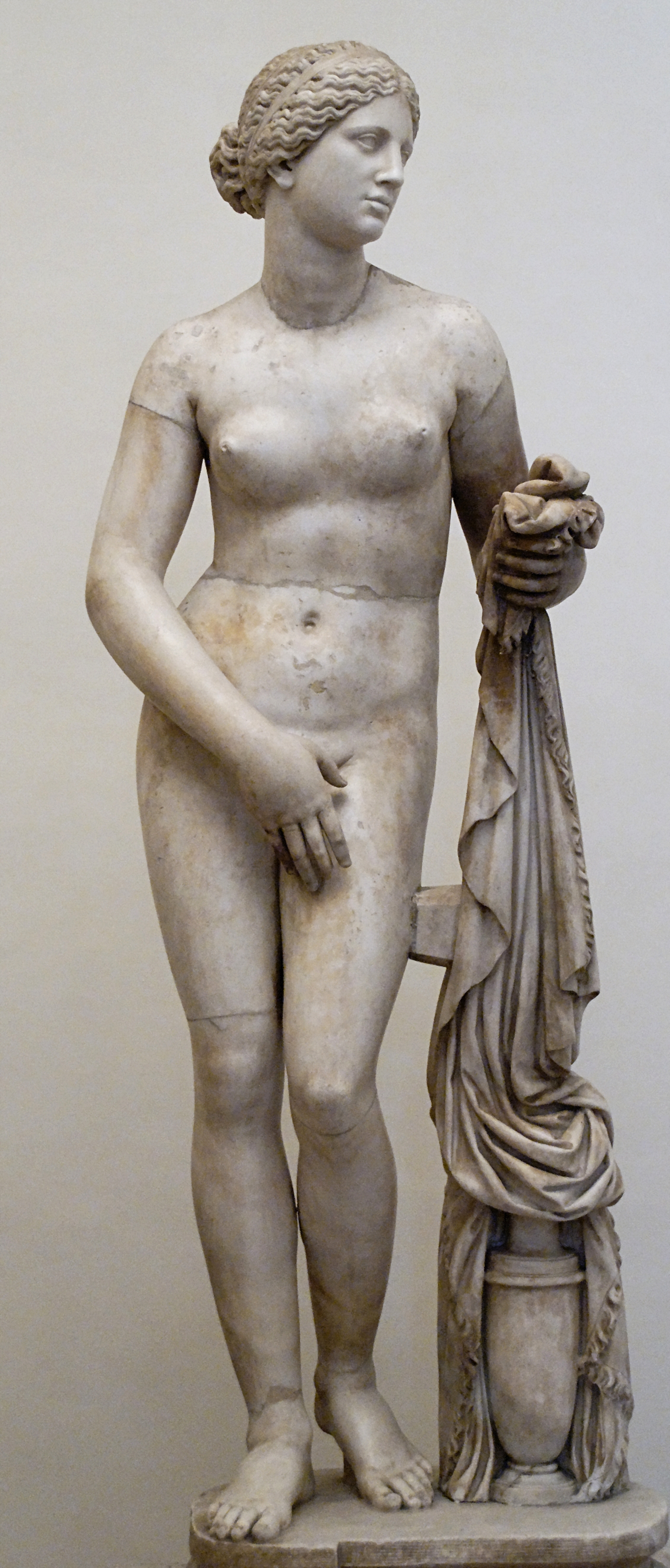
Aphrodite von Knidos der Sammlung Ludovisi, Römische Marmorkopie (Torso und Oberschenkel) mit ergänztem Kopf, Armen, Beinen, und Gewandstütze

Die Aphrodite von Knidos, auch Knidische Aphrodite, ist eines der bekanntesten Werke des attischen Bildhauers Praxiteles. Die Statue entstand vermutlich zwischen 350 und 340 v. Chr. und begründet den Typus der Venus pudica (schamhafte Venus, da sie mit der Rechten ihre Scham, in späteren Versionen zuweilen auch die Brüste, bedeckt) in der antiken Kunst. Sie wurde in einem Tempel in Knidos aufgestellt.

## Original

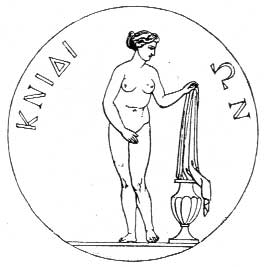
Münzbild aus Knidos mit einer Darstellung der Aphrodite des Praxiteles

Die Statue war für ihre außerordentliche Schönheit berühmt, die von allen Seiten bewundert werden konnte (Rundansichtigkeit), sowie dafür, die erste lebensgroße Darstellung des nackten weiblichen Körpers in klassischer Zeit zu sein. Dargestellt war die Göttin Aphrodite, wie sie sich auf das rituelle Bad zur Wiederherstellung ihrer Jungfräulichkeit vorbereitet; in ihrer linken Hand hält sie ihr Gewand, während sie mit der Rechten die Scham verbirgt.
Plinius informiert darüber, dass Praxiteles von den Bürgern der Stadt Kos den Auftrag zu einer Statue der Göttin Aphrodite erhalten habe. Der Bildhauer habe dann zwei Versionen angefertigt: eine vollständig bekleidete und eine völlig nackte. Die schockierten Einwohner von Kos hätten die Nackte zurückgewiesen und die bekleidete Version gewählt. Das Aussehen der bekleideten Statue ist nicht bekannt. Da es über sie keinerlei zeitgenössische Berichte gibt, scheint sie allerdings auch nicht weiter bemerkenswert gewesen zu sein. Das abgelehnte unbekleidete Götterbild sei daraufhin von einigen Einwohnern von Knidos erworben und in einem speziell dafür errichteten Tempel aufgestellt worden, der es ermöglichte, die Statue von allen Seiten zu betrachten. Auf Grund der revolutionären Darstellung der Göttin in völliger und selbstbewusster Nacktheit wurde sie schnell zu einem der berühmtesten Werke des Praxiteles. Plinius schreibt:
„Die Venus des Praxiteles übertrifft alle Kunstwerke der ganzen Welt. Viele haben die Seefahrt nach Knidos unternommen, bloß um diese Statue zu sehen.“
Angeblich hat die Hetäre Phryne Praxiteles als Modell für die Statue gedient, was dem Mythos um ihre Entstehung weitere Nahrung gab. Die Statue wurde so bekannt und vielfach kopiert, dass einer Legende zufolge die Göttin Aphrodite schließlich selbst nach Knidos kam und anschließend fragte: „Wo hat mich Praxiteles denn nackt gesehen?“
Als Kultbild und Schutzpatronin der Knidier wurde die Statue schnell auch zu einer Touristenattraktion. Nikomedes I. von Bithynien bot einmal an, im Austausch für die Statue die enormen Schulden der Stadt Knidos zu begleichen, was die Knidier jedoch ablehnten. Der Überlieferung zufolge war die Figur derart lebensecht, dass sich ein junger Mann in der Cella des Tempels einschließen ließ und mit ihr zu verkehren versuchte. Ergebnis dieser Bemühungen sei ein unauslöschlicher Fleck auf der Rückseite eines Oberschenkels gewesen, der offenbar tatsächlich vorhanden war und den Anlass zu dieser Erzählung gegeben haben könnte.
Ein Dialog bei Pseudo-Lukian enthält die lebendigste erhaltene Beschreibung des Temenos, des Tempelbezirks, der Aphrodite auf Knidos. Über die Statue selbst schreibt der Autor darin überschwänglich:
Als wir uns an den Schönheiten dieses Ortes satt gesehen hatten, hatten wir es eilig, in den Tempel selbst zu gelangen. Die Göttin steht in seiner Mitte; ihre Statue besteht aus Parischem Marmor. Ihre Lippen sind mit dem Anflug eines Lächelns leicht geöffnet. Nichts verdeckt ihre Schönheit, die vollkommen dargestellt ist, außer einer Hand, die verstohlen die Scham bedeckt. Der Kunst des Bildhauers ist es gelungen, dem Marmor seine Härte zu nehmen und damit die Anmut ihrer Gliedmaßen zu formen. (Pseudo-Lukian, Erotes 15)
Auch in Epigrammen wird die Statue der Göttin gepriesen.

## Kopien

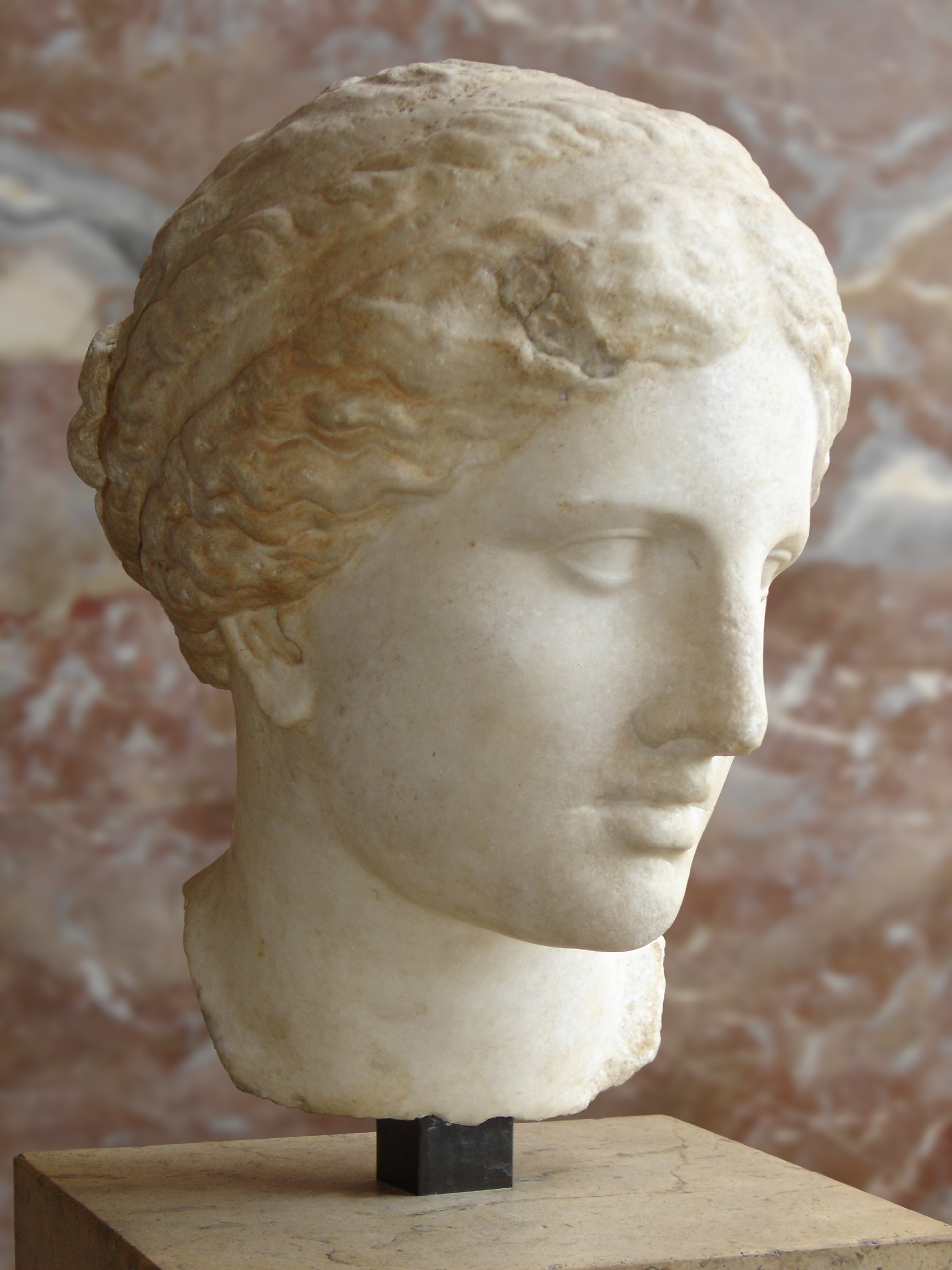
Der Kaufmannsche Kopf im Musée du Louvre

Das Original der Aphrodite von Knidos ist nicht erhalten. Möglicherweise wurde sie in spätantiker Zeit nach Konstantinopel verbracht und ging dort bei einem Brand während des Nika-Aufstandes verloren. Da es sich jedoch um eines der am häufigsten kopierten Bildwerke der Antike handelt – mehr als 50 großplastische Kopien sind überliefert – kann ihr ursprüngliches Aussehen anhand der Beschreibungen und erhaltener Kopien zumindest annäherungsweise rekonstruiert werden. Einige in den Depots des Britischen Museums verwahrte Fragmente sah die Archäologin Iris Love 1969 als dem Original der Knidia zugehörig an, doch geht die Wissenschaft heute sicher davon aus, dass dies die Überreste einer anderen Statue sind.
- Die wohl getreueste erhaltene Kopie ist die sogenannte Venus Colonna im Museo Pio-Clementino der Vatikanischen Museen
- Der Kaufmannsche Kopf im Louvre wird als eine sehr getreue römische Replik des Kopfes der Knidischen Aphrodite angesehen.
- In der Hadriansvilla bei Tivoli gab es eine Nachbildung des knidischen Tempels, mit einer nur fragmentarisch erhaltenen Statue der Aphrodite in seiner Mitte. Dies entspricht im Wesentlichen den bekannten antiken Angaben zur Aufstellung des Originals.

Außer diesen verhältnismäßig genauen Kopien gibt es noch eine Vielzahl erhaltener Varianten, die ebenfalls auf einer Rezeption der knidischen Aphrodite beruhen, so etwa die Kapitolinische Venus.